# 栃木市立東陽中学校
栃木市立東陽中学校（とちぎしりつ とうようちゅうがっこう）は、栃木県栃木市大宮町にある公立中学校。

## 概要
栃木市内では最も新しく生徒数が多い中学校。青色にホワイトのラインが入ったジャージを採用している。左胸に校章有り。

## 沿革

### 経緯
栃木市の東部にあった栃木市立大宮中学校と栃木市立国府中学校とが統合され、1969年に設立された。1970年に本校舎が完成するまで、旧2校の校舎を大宮分教室と国府分教室として利用していた。

### 年表
- 1969年4月1日 - 栃木市立大宮中学校と栃木市立国府中学校を統合し、栃木市立東陽中学校を設立する。
- 1970年
  - 2月4日 - 校章並びに校旗制定する。
  - 4月20日 - 新校舎本館完成、両分教室より移動する。
  - 12月7日 - 校歌制定（勝承夫作詞、平井康三郎作曲）
- 1971年7月25日 - プール完成する。
- 1988年11月16日 - 東陽ケ丘完成する。
- 1994年2月18日 - 栃木県中学校体育連盟より総合準優勝校として表彰される。
- 1995年11月22日 - 栃木県知事より栃木県農業試験場100周年記念において品種改良研究協力校として、表彰される。
- 1998年12月1日 - TBS「学校へ行こう!」の収録が行われる。
- 2008年12月19日 - 創立40周年を記念し、校旗を変更。

## 教育方針
明日に夢を持って生きていこう（陽心）という教育目標を掲げている。

## 部活動
| 名称           | 男子   | 女子   |
| 運動部         | 運動部 | 運動部 |
| -------------- | ------ | ------ |
| 野球部         | ○      | ×      |
| 剣道部         | ○      | ○      |
| サッカー部     | ○      | ○      |
| ハンドボール部 | ×      | ○      |
| ソフトテニス部 | ○      | ○      |
| 卓球部         | ○      | ○      |
| バスケット部   | ○      | ○      |
| バレー部       | ○      | ○      |
| 陸上競技       | ○      | ○      |
| バドミントン部 | ○      | ○      |
| 文化部         |        |        |
| ブラスバンド部 | ○      | ○      |
| 美術部         | ○      | ○      |

## 学区
旧大宮村および国府村域に相当する栃木市立大宮南小学校、大宮北小学校、国府南小学校、国府北小学校の学区が東陽中学校の学区となっている。
- 平柳町2-3丁目
- 大宮町
- 今泉町1-2丁目
- 藤田町
- 宮田町
- 仲仕上町

- 樋ノ口町
- 高谷町
- 久保田町
- 国府町
- 惣社町

- 大光寺町
- 田村町
- 寄居町
- 大塚町
- 柳原町

## 交通
- 東武鉄道日光線 新栃木駅より約3.0km（徒歩約45分）
- 東武鉄道宇都宮線 野州平川駅より約3.0km（徒歩約45分）
- 東武鉄道東武宇都宮線 野州大塚駅より約2.5km（徒歩約40分）

## 関係者

### 出身者
- 武井択也（サッカー選手・松本山雅FC所属）
- 澤村拓一（プロ野球選手・読売ジャイアンツ→千葉ロッテマリーンズ所属）